# NGC 4459
NGC 4459 (другие обозначения — UGC 7614, MCG 2-32-83, ZWG 70.116, VCC 1154, IRAS12264+1415, PGC 41104) — галактика в созвездии Волосы Вероники.
Этот объект входит в число перечисленных в оригинальной редакции «Нового общего каталога».